# Tripulación del transbordador espacial
En el programa STS de transbordadores espaciales estadounidenses, una tripulación, es un conjunto de personas con distintos roles, en una misión específica. Las tripulaciones no siempre son iguales. Hay misiones en las cuales se escoge una configuración de tripulación determinada, y en otras otro tipo de tripulación. Entre una misión y otra, cambia desde el número de tripulantes, hasta los roles, pero todo está determinado según la misión que se haga. Por ejemplo, para una misión tradicional a la ISS, bastan solamente 6 personas: el Comandante, el Piloto, y 4 Especialistas de misión. En cambio en una misión de rescate (STS-3xx), ya que se alojan dos tripulaciones en un solo transbordador la tripulación de rescate, solo se compone de 4 personas: el Comandante, el Piloto, y 2 Especialistas de misión. La cantidad de configuraciones de tripulación es infinita ya que está determinada por el tipo de misión.

## Comandante

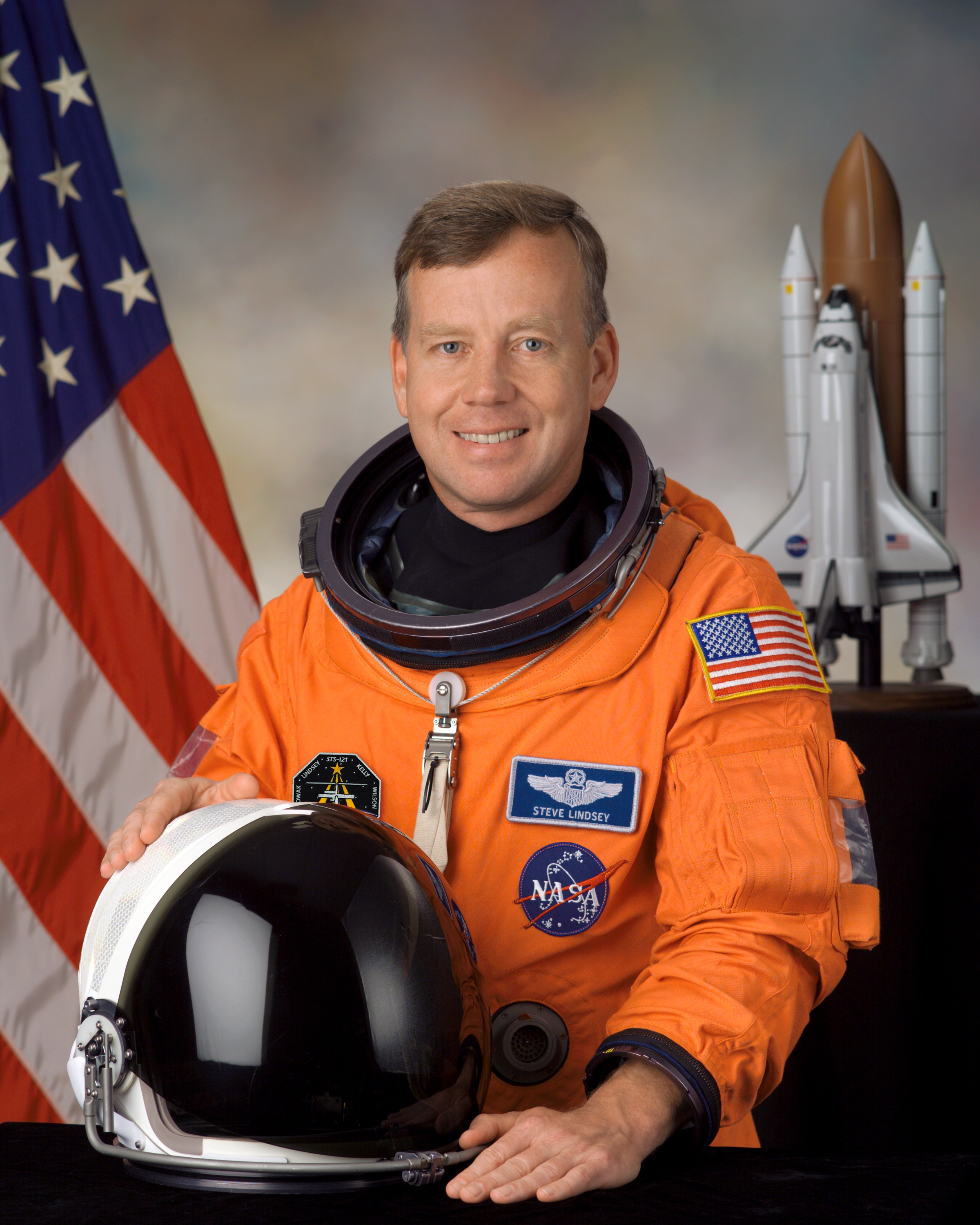
Steve Lindsey, será el único Comandante en la historia del STS en lograr 5 vuelos del transbordador tras la STS-133.

El comandante de la misión, es el integrante más importante de la tripulación. Es el capitán de la nave y toma críticas decisiones en tiempo real en beneficio de la tripulación y en coordinación con el Control de la misión de la tierra en Houston, Texas. A pesar de que cada uno de los tripulantes, es crucial para el éxito de la misión, el comandante es el "Director" de todas las acciones del grupo, siendo responsable no solo de la nave sino de las operaciones que se realicen en torno a la misión. Alguien que es asignado a este rango, debe poseer un grado importante de conocimientos en ingeniería, ciencias biológicas, física, química y matemática. Respecto a su experiencia en aeronaves, los comandantes usualmente son personas que han excedido las 1000 horas de vuelo en un promedio de más de 30 aeronaves diferentes. El comandante a su vez, no solo se encarga de las cuestiones técnicas respecto a la misión, sino que además, como cabeza del grupo, se encarga de responder a las necesidades del grupo. En algunos casos él puede ser un mediador entre integrantes del grupo, y es además quien los mantiene unidos. Es por ello que un comandante suele ser alguien con experiencia, y es un básico requisito, que tenga por lo menos un vuelo anterior como Piloto del transbordador. Técnicamente, un Comandante, consigue la condición de retiro tras el 4.º vuelo espacial. Sin embargo, debido a la importancia de la penúltima misión del programa, la STS-133, la NASA decidió hacer una excepción a la regla, y nombró a Steve Lindsey, como comandante tras lo cual, el obtuvo, por primera vez en la historia del programa, un 5.º vuelo de transbordador. Algunos ejemplos de flamantes y destacados comandantes del transborador espacial son Steve Lindsey, Eileen Collins, Scott Altman y Pam Melroy entre otros.

## Piloto
El Piloto, es en resumen la mano derecha del Comandante, respecto al control y manejo del transbordador, operando a la nave en el asiento derecho mientras que el Comandante lo hace en el izquierdo. Un Piloto, debe tener la misma instrucción aeronáutica en física, matemática y sobre todo en industria aeroespacial, tal como el comandante, pero, en un grado relativamente más bajo que él. Sin embargo, el piloto, no toma ninguna decisión respecto a la misión en sí, y solo se limita a operaciones y maniobras cruciales tales como Lanzamiento, Rendez-Vous Pitch Manneuver, Acople, Flight Around, DeOrbit Burn, y Aterrizaje entre otras.

## Especialistas de la misión
A pesar de que la tripulación mínima del transbordador es 2 (Comandante y Piloto), el número de Especialistas como cualquier otra posición luego del piloto puede variar siendo de 3, 4 o 0 dependiendo de que misión se trate específicamente. Los Especialistas de la misión son una posición certificada por la NASA con un test llamado Class II Space Physical para una misión del transbordador. En pocas palabras se puede decir que ellos son la mano de obra de la misión. Sus campos de acción son experimentos médicos, biológicos, cuestiones técnicas, instalación de componentes en la ISS, paseos extra vehiculares (EVA), mantenimiento de las aeronaves, entre otras y variadas funciones como procedimientos de seguridad, operaciones y maniobras del transbordador, programación de la actividad de la tripulación, y hasta medidas personales como la consumición de comida y el aseo. En otras palabras, ellos deben tener conocimiento no solo en ciencias como matemática, física, química, biología o aeronáutica, sino que además, también deben saber de operaciones de a bordo, normativas y protocolos y, sobre todo, de la avanzada tecnología de los instrumentales y de los elementos que conforman la carga de la misión. Debido a la complejidad de sus funciones, no todos los especialistas de la misión son iguales. Entre estos se encuentra: El especialista de misión (general), El especialista de carga, El comandante de carga, El ingeniero de vuelo, El especialista de misión internacional, El ingeniero de vuelo espacial humanizado de USAF, o en ocasiones muy contadas y especiales, Un educador parte del proyecto Astronauta Educador
- El especialista de misión (general): Estos especialistas se distinguen por número. Esta El especialista de misión 1, El especialista de misión 2, etc. Estos especialistas estudian durante mucho tiempo, como es el sistema de la nave y de la carga que llevaran al espacio así como también estudian y practican todo lo nombrado anteriormente como técnicas de ensamblaje, maniobras, ciencias, etc. Estos especialistas pueden ser nombrados para una misión específica pero luego, para otra muy distinta, para la cual deberán adaptar sus conocimientos con anterioridad.
- El especialista de carga: Cumple el mismo rol que un especialista tradicional, sin embargo, los especialistas de carga no son elegidos para misiones futuras. Suelen ser escogidos cuando el software o hardware de uno de los elementos que conforman la carga son muy complejos y estas personas son ingenieros que tienen amplio conocimiento de este en específico, distinto al especialista tradicional que está acostumbrado a manipular diferentes tipos de cargas y no una en particular.
- El comandante de carga: Es igual que un especialista de carga, solo que este, tiene una responsabilidad considerablemente mayor respecto a la carga o componentes complejos y críticos de esta. Es responsable de la coordinación de algún experimento que se lleve a cabo durante la misión. Por ejemplo, un comandante de carga, fue necesario para la misión STS-107 donde se desplegaron unos 80 experimentos, que se desarrollaron durante los 16 días de misión (que lamentablemente terminaron en tragedia). Usualmente estos comandantes de carga son siempre astronautas de la NASA.
- El ingeniero de vuelo: Es igual a un especialista tradicional, solo que tiene una responsabilidad adicional, debido a que debe ayudar al Comandante y al Piloto de la nave con controles o dispositivos de a bordo para realizar algunas maniobras con el transbordador, siendo el ingeniero de vuelo quien las realiza cuando el Comandante y el Piloto están muy ocupados en una maniobra mayor. También, el ingeniero de vuelo mantinene comunicación con el CAPCOM que se encuentra en Houston, Texas, en el Control de la misión.
- El especialista de misión internacional: Es como un comandante de carga, pero este es venido de otra agencia espacial de otro país, y tiene derechos y responsabilidades sobre algún componente o experimento traído de su país. Por ejemplo, en el Spacelab de la STS-55, Hans Schlegel, enviado desde la agencia alemana DLR en cooperación con ESA, debía tener derecho y responsabilidad habilidad sobre los experimentos alemanes que se encontraban entre los 88 experimentos de 11 países diferentes.
- El ingeniero de vuelo espacial humanizado de USAF: Es como un comandante de carga, pero este es un personal militar de la USAF (Fuerza Aérea de Estados Unidos), y tiene serios derechos y responsabilidades sobre algún componente o experimento usualmente militar o de inteligencia. Por ejemplo, en la STS-51-C que fue una misión para el departamento de defensa, el astronauta y coronel de la USAF Gary Payton, debía tener una seria responsabilidad sobre la carga clasificada Magnum ELINT (De inteligencia electrónica).
- Educador del proyecto Astronauta Educador: Es como un especialista de misión tradicional, pero tiene derecho y responsabilidades sobre el área de estudios que posee. Por ejemplo, Joseph M. Acaba, fue seleccionado para la STS-119, pero a diferencia de otros especialistas él era educador en Hidrogeología. Además, como un "Astronauta educador, él tuvo que someterse a un extensivo entrenamiento como todo aquel que aspire a dicha posición.

## Galería de imágenes

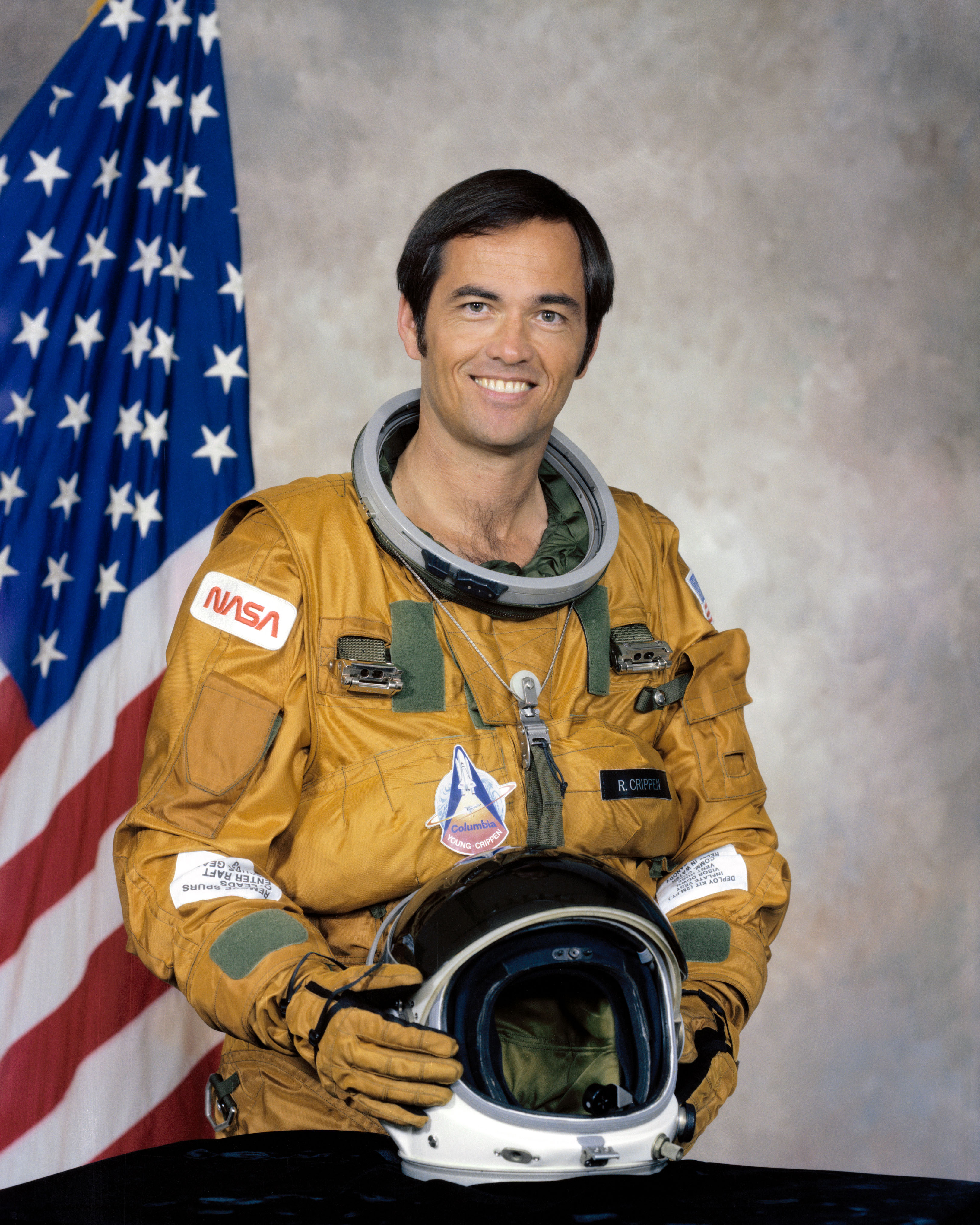
Robert Crippen fue el primer Piloto del transborador espacial en la STS-1.
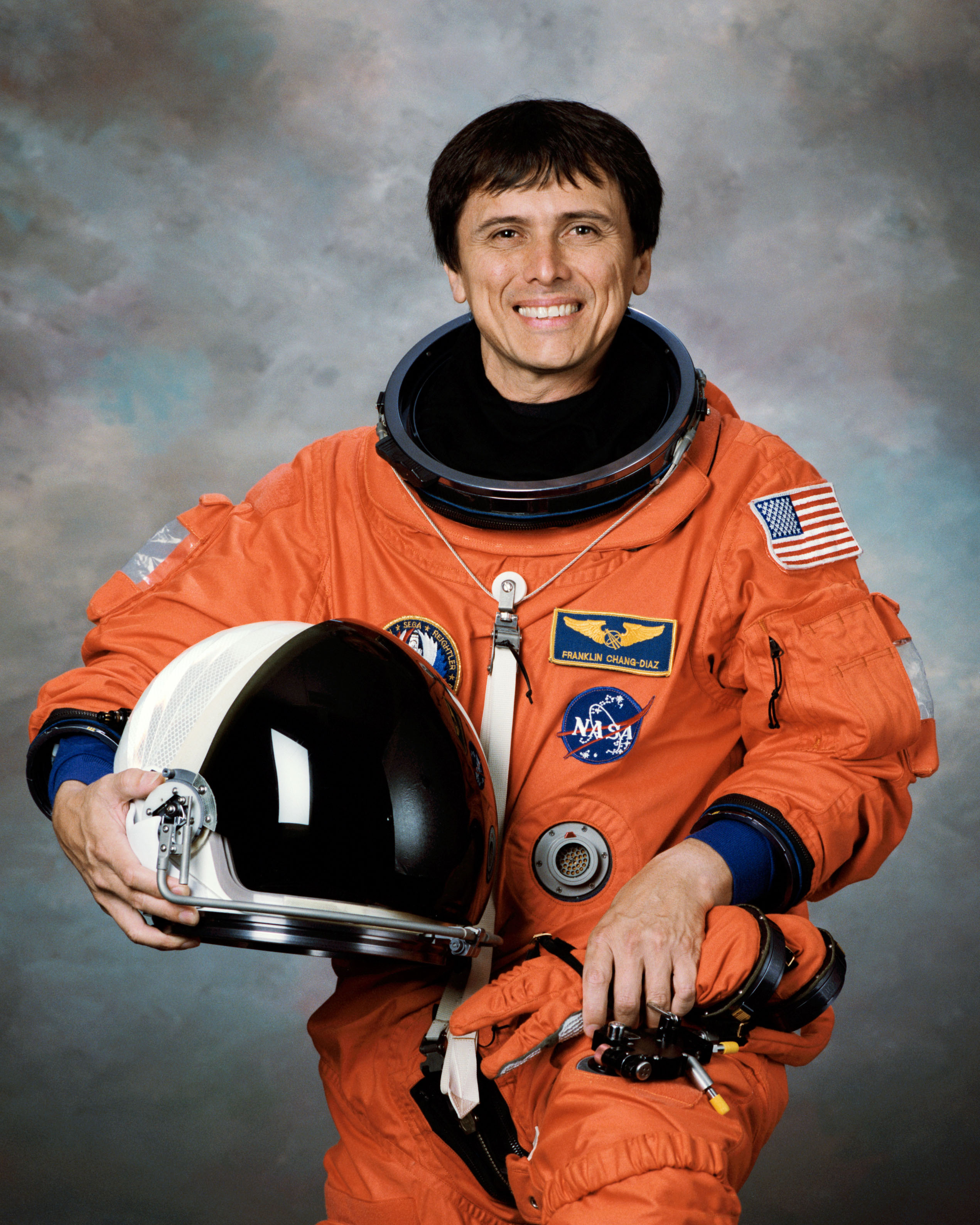
Franklin Chang-Díaz fue especialista de misión 7 veces.
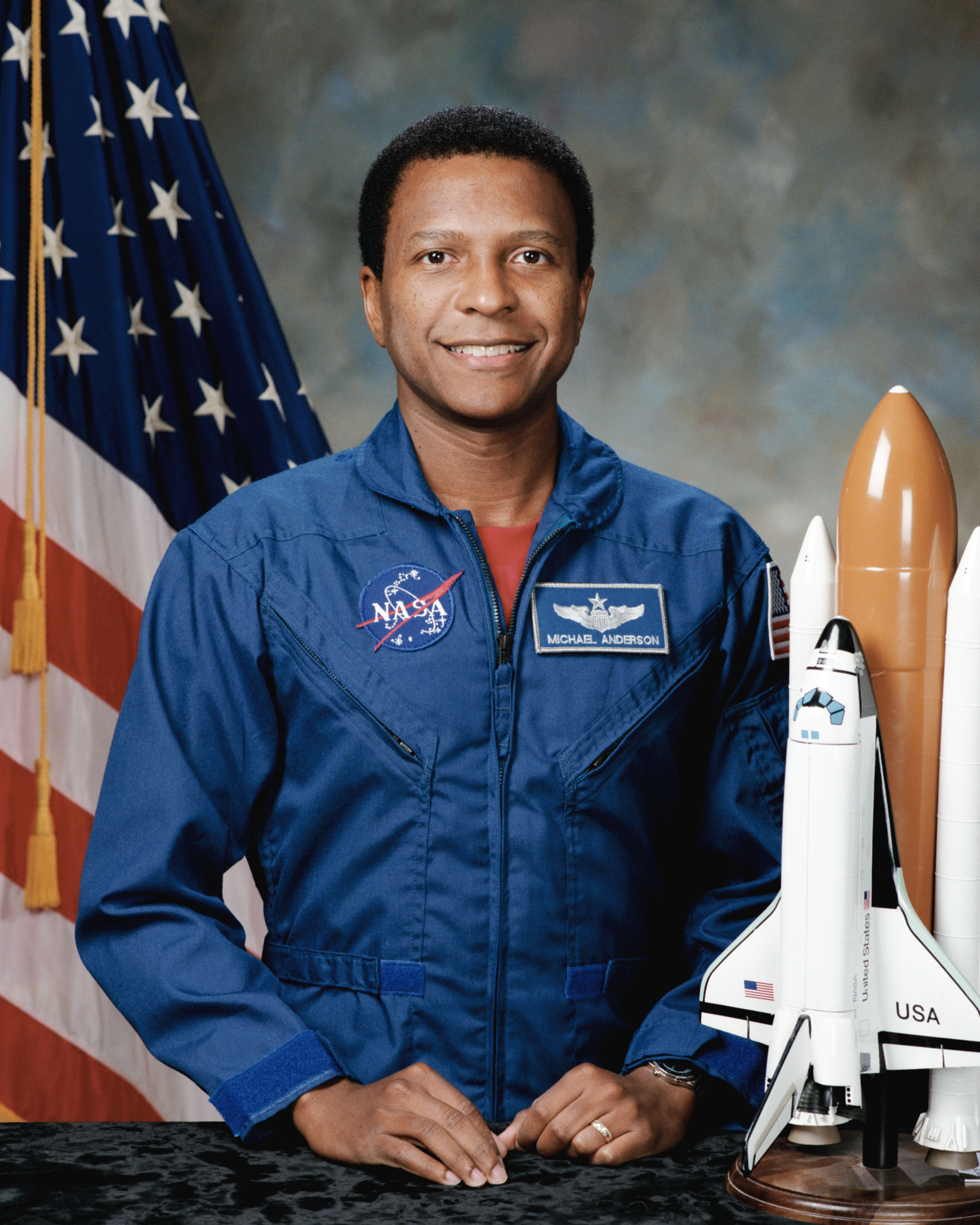
Michael P. Anderson sirvió como Comandante de carga en la STS-107 en donde falleció tras la Tragedia del columbia.
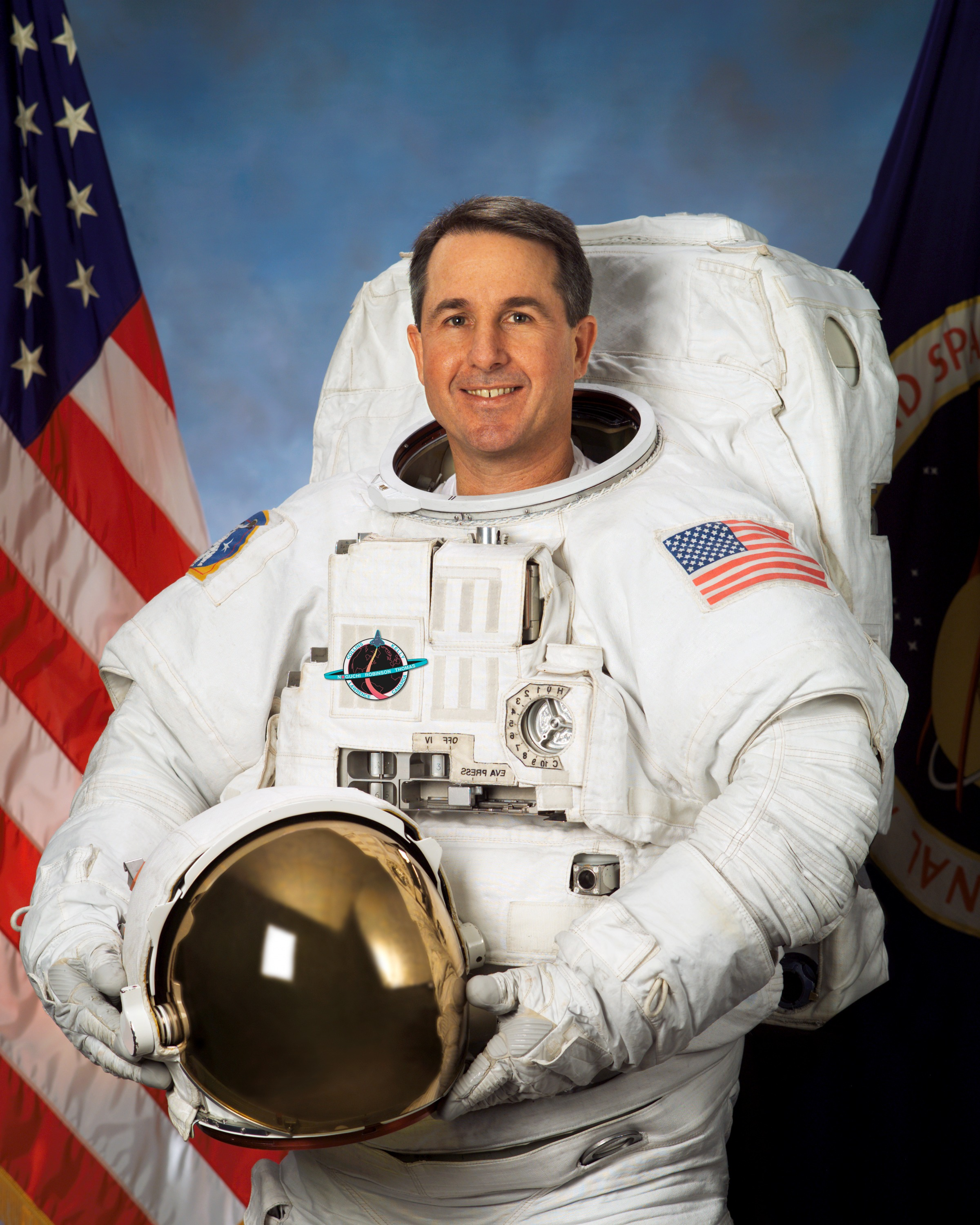
Stephen Robinson sirvió como ingeniero de vuelo en la STS-114 en donde paso a la historia como el primer hombre que reparo al transbordador (en su caso Discovery) mientras este se encontraba en pleno espacio.
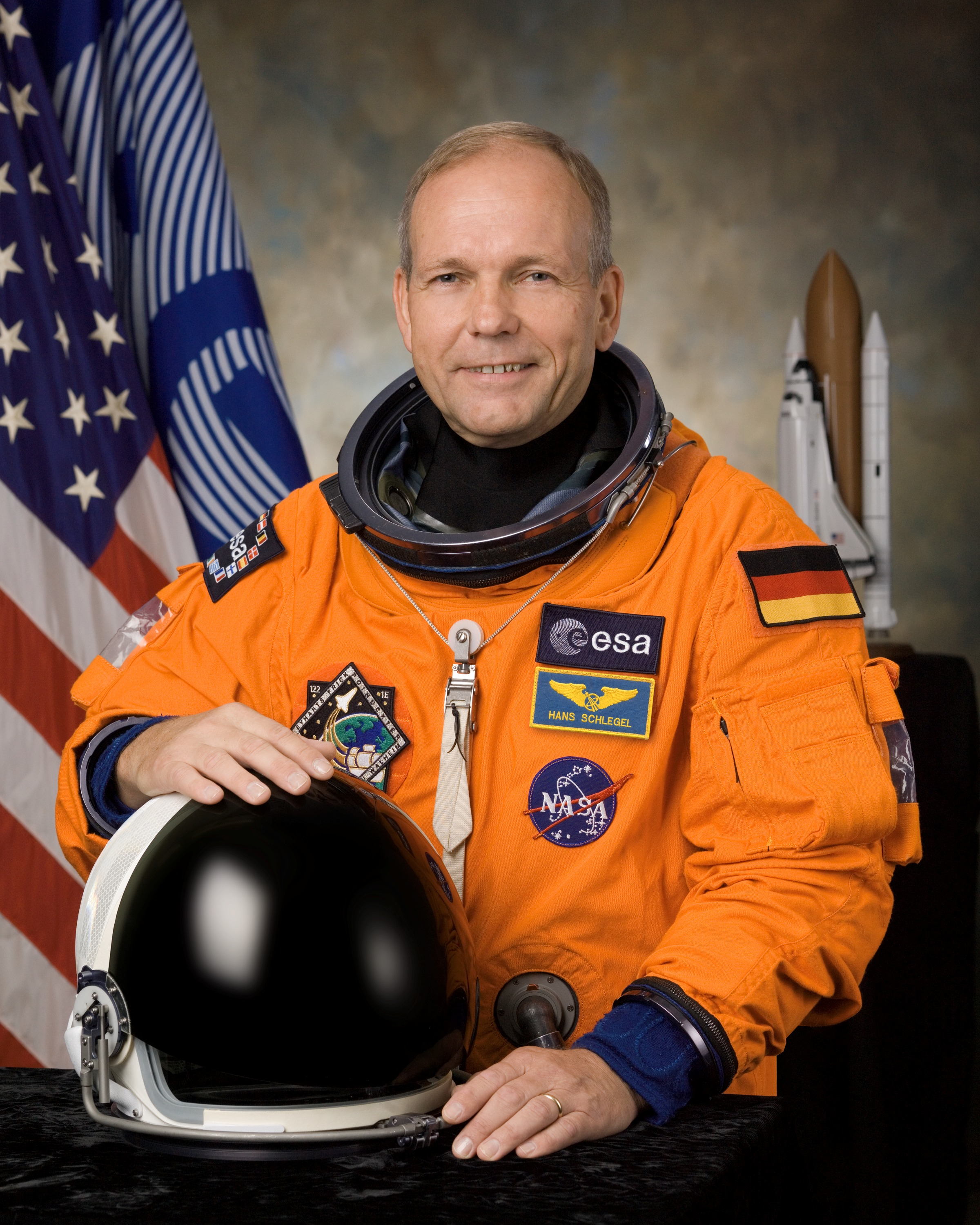
Hans Schlegel fue especialista de misión internacional en la STS-55.
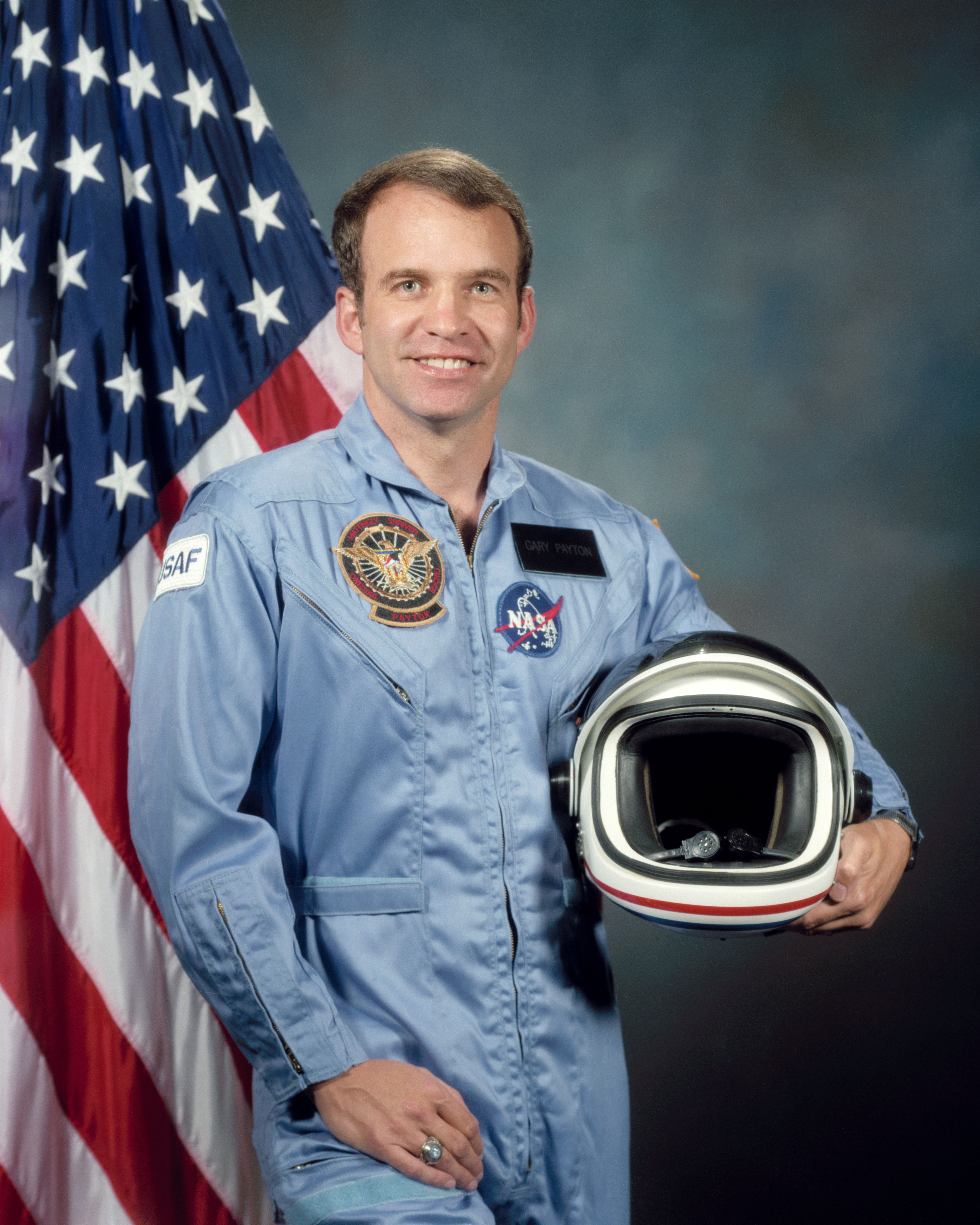
Gary Payton sirvió como ingeniero de vuelo espacial humanizado de USAF en la STS-51-C.
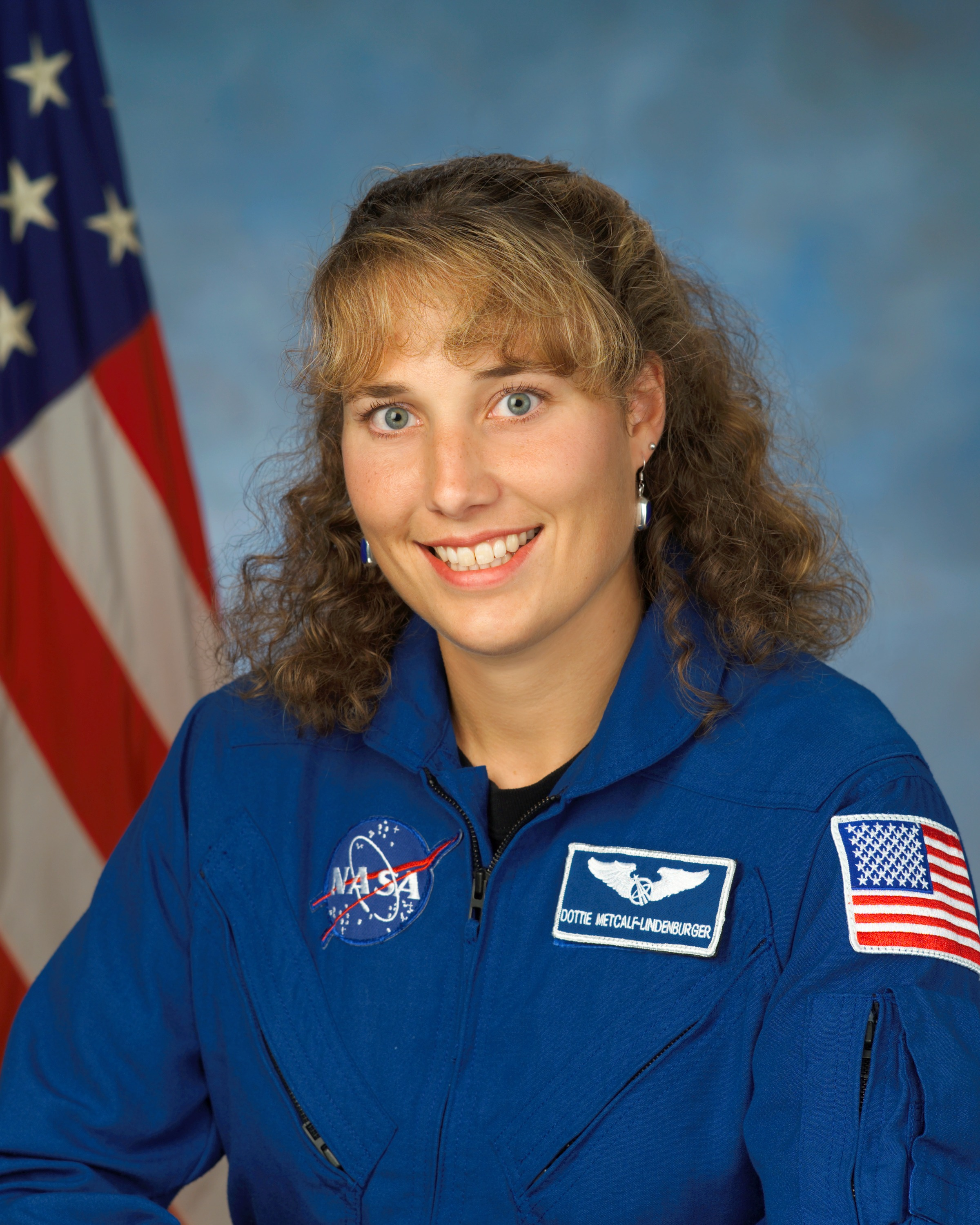
Dorothy Metcalf-Lindenburger fue la última educadora del proyecto "Astronauta Educador".